# Christian Noboa
Pour les articles homonymes, voir Noboa.
Christian Fernando Noboa Tello, né le 9 avril 1985 en Équateur, est un footballeur international équatorien. Il joue au poste de milieu de terrain avec le CS Emelec.

## Biographie
Christian Noboa commence très tôt le football dans son pays natal l'Équateur, il réalise trois saisons pleines dans l'un des clubs les plus prestigieux du pays : le Club Sport Emelec. Il commence à l'âge de 19 ans au sein du milieu de terrain du club. Lors de sa première saison il joue 28 matchs pour 3 buts. En 2006, il devient finaliste du championnat d'Équateur.
Christian attire les convoitises en Europe et signe en janvier 2007 en Russie dans le club du FK Roubine Kazan pour 1,5 M€. La première saison est difficile pour Christian Noboa, l'adaptation en Russie est complexe et il ne joue que 14 matchs en championnat[réf. souhaitée]. Mais la saison suivante il aide son équipe à remporter le premier titre du championnat russe de son histoire. Il y contribue fortement avec 6 buts en 21 matchs.
Il découvre l'année suivante la Ligue des champions, en jouant son premier match contre l'équipe ukrainienne du Dynamo Kiev (1-3), il est titulaire lors de tous les matchs de poules de son équipe, le FK Roubine Kazan termine à la troisième place. Son club est donc reversé en Ligue Europa mais chute en huitièmes de finale contre l'équipe allemande du VfL Wolfsburg, il marque un but lors de cette rencontre.
Il remporte le doublé en 2009 et gagne la Supercoupe de Russie en 2010. Le 29 septembre 2010, il égalise contre le FC Barcelone sur penalty lors de la phase de poule de Ligue des Champions.
En janvier 2012, Noboa est transféré au FC Dynamo Moscou pour huit millions d'euros.

## Sélection internationale
Après avoir participé à deux rencontres amicales non officielles contre des provinces espagnoles, Noboa n'a jamais rejoué avec la sélection équatorienne depuis son départ en Russie, il fait son retour en sélection le 29 mars 2009 appelé par le sélectionneur Sixto Vizuete contre le Brésil pour le compte des éliminatoires de la coupe du monde de football 2010 : Zone Amérique du Sud. Lors de ce match il entre à la 75e minute en remplacement de son compatriote Joffre Guerrón, et parvient à égaliser à la 89e minute.
En juin 2014, le sélectionneur Reinaldo Rueda annonce que Noboa est retenu dans la liste des 23 joueurs pour jouer la Coupe du monde 2014 au Brésil.

## Palmarès

### En club
| - CS Emelec - Championnat d'Équateur - Finaliste : 2006. | - Rubin Kazan - Championnat de Russie - Vainqueur : 2008 et 2009. - Supercoupe de Russie - Vainqueur : 2010. - Finaliste : 2009. - Coupe de Russie - Finaliste : 2009. | - Zénith Saint-Pétersbourg - Championnat de Russie - Vainqueur : 2019. - Supercoupe de Russie - Finaliste : 2019. |

## Buts internationaux
|    | Date             | Lieu                                          | Adversaire | Résultat | Compétition                  |
| -- | ---------------- | --------------------------------------------- | ---------- | -------- | ---------------------------- |
| 1. | 29 mars 2009     | Estadio Olímpico Atahualpa, Quito, Équateur   | Brésil     | 1-1      | Qualification Coupe du monde |
| 2. | 1er avril 2009   | Estadio Olímpico Atahualpa, Quito, Équateur   | Paraguay   | 1-1      | Qualification Coupe du monde |
| 3. | 6 septembre 2014 | Lockhart Stadium, Fort Lauderdale, États-Unis | Bolivie    | 4-0      | Match amical                 |
| 4. | 12 juin 2016     | MetLife Stadium, East Rutherford, États-Unis  | Haïti      | 4-0      | Copa América Centenario      |

## Carrière
| Saison    | Club             | Pays         | Championnat        | Coupes nationales | Coupes Continentales                | Sélection Équateur |
| --------- | ---------------- | ------------ | ------------------ | ----------------- | ----------------------------------- | ------------------ |
| 2004      | CS Emelec        | Serie A      | 28 matchs / 3 buts | -                 | -                                   | -                  |
| 2005      | CS Emelec        | Serie A      | 28 matchs / 1 but  | -                 | -                                   | -                  |
| 2006      | CS Emelec        | Serie A      | 33 matchs / 4 buts | -                 | -                                   |                    |
| 2007      | FK Roubine Kazan | Premier-Liga | 14 matchs / 1 but  | -                 | -                                   | -                  |
| 2008      | FK Roubine Kazan | Premier-Liga | 21 matchs / 6 buts | 1 match           | -                                   | -                  |
| 2009      | FK Roubine Kazan | Premier-Liga | 22 matchs / 2 buts | 3 matchs          | 6 matchs (C1)                       | 8 matchs / 2 buts  |
| 2010      | FK Roubine Kazan | Premier-Liga | 27 matchs / 8 buts | 1 match           | 6 + 4 matchs / 2 + 1 buts (C1 + C3) | 4 matchs           |
| 2011-2012 | FK Roubine Kazan | Premier-Liga | 25 matchs / 5 buts | 1 match           | 4 + 8 matchs / 0 + 1 but (C1 + C3)  | 10 matchs          |
| 2011-2012 | FK Dynamo Moscou | Premier-Liga | 11 matchs          | 2 matchs          | -                                   | 2 matchs           |
| 2012-2013 | FK Dynamo Moscou | Premier-Liga | 27 matchs / 5 buts | 2 matchs          | 2 matchs (C3)                       | 8 matchs           |
| 2013-2014 | FK Dynamo Moscou | Premier-Liga | 29 matchs / 6 buts | -                 | -                                   | 13 matchs          |